# Return of the Living Dead Part II
Return of the Living Dead Part II é a continuação da série The Return of the Living Dead, continuando seu gênero de comédia de terror. Foi dirigido por Ken Wiederhorn contando com o elenco de Michael Kenworthy, James Karen, Marsha Dietlein e Thom Mathews.

## Elenco
| Ator              | Personagem     |
| ----------------- | -------------- |
| Michael Kenworthy | Jesse Wilson   |
| Marsha Dietlein   | Lucy Wilson    |
| Dana Ashbrook     | Tom Essex      |
| Thom Mathews      | Joey           |
| James Karen       | Ed             |
| Suzanne Snyder    | Brenda         |
| Philip Bruns      | Doc Mandel     |
| Thor Van Lingen   | Billy Crowley  |
| Jonathan Terry    | Coronel Glover |
| Allan Trautman    | Cadáver        |
| Mitch Pileggi     | Sarge          |